# معاوية عبد المجيد
معاوية عبد المجيد مترجم سوري ولد في دمشق عام 1985، ترجم العديد من الأعمال الروائية من اللغة الإيطالية إلى العربية، وهو حاصل على جائزة جيراردو دي كريمونا 2018، وعلى جائزة الشيخ حمد للتّرجمة والتّفاهم الدّولي (فئة الجائزة التّشجيعيّة للتّرجمة) في عام 2018.

## التعليم والعمل
- درس الأدب الإيطالي في جامعة سيينا للأجانب في إيطاليا (2005-2010).
- علّم اللغة الإيطاليّة في المعهد العالي للغات، وكليّة الاداب، في جامعة دمشق (2010-2012).
- حصل على درجة الماجستير في الثقافة الأدبيّة الأوروبيّة عن قسم الترجمة الأدبيّة من جامعة بولونيا الإيطاليّة وجامعة الألزاس العليا في مولوز الفرنسيّة (2013-2015).[2]

## الترجمات
- (ضمير السيّد زينو)، إيتالو سفيفو.
- (تريستانو يحتضر) أنطونيو تابوكي.
- (بيريرا يدّعي)، أنطونيو تابوكي.
- (اليوم ما قبل السعادة)، إرّي دي لوكا.
- (آخذك واحملك بعيدًا)، نيكولو أمانيتي.
- (لا تقولي إنّك خائفة)، جوزبّه كاتوتسيلا.
- (كلّهم على حقّ)، باولو سورّنتينو.
- (1900 مونولوج عازف البيانو في المحيط)، ألساندرو باريكّو.
- (ابنة البابا)، داريو فو.
- (صديقتي المذهلة) إيلينا فيرّانتي.
- (حكاية الاسم الجديد) إيلينا فيرّانتي.
- (الهاربون والباقون) إيلينا فيرّانتي.
- (حكاية الطفلة الضائعة) إيلينا فيرّانتي.
- (الشعلة الخفيّة للملكة لوانا) أمبرتو إيكو.
- (ظل الريح) كارلوس زافون. 2016.[3]
- (آخذك وأحملك بعيداً)  نيكولو أمانيتي. 2016.
- (لعبة الملاك) كارلوس زافون. 2017.
- (سجين السماء) كارلوس زافون. 2018.
- (متاهة الأرواح) كارلوس زافون. 2019.[4]
- (حياة البالغين الكاذبة) إيلينا فيرَّانتي. 2020.[5]
- (الرسائل الأخيرة لـ ياكوبو أورتس) أوغو فوسكولو. 2021.
- (تحيا الحياة) پينو كاكوتشي. 2021.[6]
- (قالب حلوى في السماء) جاني روداري. 2021.
- (الطنّان)  ساندرو فيرونيزي. 2022.[7]
- (بابي ساتان أليبي وقائع مجتمع سائل) أمبرتو إيكو. 2023.[8]

## الجوائز
- حاز على الجائزة الدولية “جيراردو دا كريمونا” لتعزيز دور الترجمة في البحر المتوسّط، في دورتها الرابعة، إيطاليا 2018.
- حاز على الجائزة التشجيعيّة من “جائزة الشيخ حمد للترجمة والتفاهم الدوليّ” في دورتها الرابعة، قطر 2018.